# Carrer d'Oliver (Tortosa)
El carrer d'Oliver és un carrer de Tortosa (Baix Ebre) inclòs a l'Inventari del Patrimoni Arquitectònic de Catalunya.

## Descripció
El carrer té uns 20 metres de llargada i comunica el carrer de la Ciutat amb el de la Rosa. Hi ha set blocs d'habitatges, dels quals el 1987 n'estaven abandonats dos, a més d'una construcció dedicada a taller de reparació.
En general l'estat de conservació és dolent. Els blocs tenen tots entre tres i quatre pisos, excepte un que consta de planta i un pis. La majoria presenten carreus de pedra a la planta i mur de maó arrebossat als pisos. Solen tenir una porta petita d'accés als pisos i una de més gran corresponent en principi a una botiga, magatzem, etc., però el 1987, només la número 2 tenia la planta ocupada per una botiga.
Les escales d'accés als pisos són estretes i encaixades, sense llum central, ja que els edificis tenen tots una amplada de façana poc gran i corresponien ja en principi a habitatges més humils que la majoria dels del carrer del Doctor Ferran, de la Cruera, etc.
L'edifici núm. 3 és l'únic que es trobava en bon estat de conservació. El núm. 6 té a l'angle dret restes del que possiblement va ser una antiga construcció, construïda amb carreus de pedra que resten en part al descobert. La núm. 5-7 restava abandonada i en part enderrocada. La núm. 4 és l'única amb cert valor des del punt de vista artístic, per l'arrebossat i la composició de la façana.

### L'habitatge del número 4
L'habitatge del número 4 és un edifici entre mitgeres. Consta de planta baixa i quatre pisos. A la planta baixa hi ha la porta d'accés, una finestra central alta i una altra porta que devia correspondre a un magatzem o una botiga. Als pisos hi ha dos balcons rectangulars amb base de pedra (més petits en el tercer i quart pis), i un a l'extrem esquerre de planta semicircular. Les baranes, de ferro, són, en tots ells, rectes, treballades només de manera senzilla a la part central. Tota la façana està arrebossada. A la planta només la base és de pedra. A la resta se simulen grans carreus encoixinats. Als pisos fa bandes horitzontals de color rogenc. Al llindar de les finestres, l'arrebossat fa un lleuger relleu, pintat amb un color gris i sense decorar, però sostingut amb petits permòdols del mateix material decorat amb volutes, espirals i formes vegetals. També la separació entre planta i pisos és recorreguda per una banda decorativa de fulles molt esquemàtica. L'entrada general de la planta és petita i té les escales al fons. Dissimula el sostre de bigues i revoltons mitjançant un cel ras, en part caigut. Dona pas a les escales mitjançant una obertura allindanada amb pilastres adossades d'inspiració clàssica en els muntants. L'escala ocupa un espai rectangular i té ull central, encara que petit.

## Història
Abans del segle xvii era conegut com a carrer dels Espardenyers. Possiblement va ser urbanitzat, després de la dominació sarraïna, pels volts del 1179. Una làpida encastada a l'angle entre aquest carrer i el de la Ciutat indica que aquest darrer fou edificat per Arnau de Garidell en aquesta data. Anteriorment, però, la zona ja devia estar urbanitzada, perquè es troba dins del recinte de la primitiva muralla romana.
Les construccions actuals corresponen totes a la reurbanització del nucli antic a la darreria del segle xix i començament del xx. Les restes esmentades en els murs de la casa número 6, però, corresponen possiblement a l'antic palau dels marquesos de la Roca, construït en aquest sector.